# Petalocephala viridis
Petalocephala viridis är en insektsart som beskrevs av Cai och He. Petalocephala viridis ingår i släktet Petalocephala och familjen dvärgstritar. Inga underarter finns listade i Catalogue of Life.